# Agawa parryi
Agawa parryi (Agave parryi Engelm.) – gatunek byliny z rodziny agawowatych (Agavaceae). Pochodzi z Ameryki Północnej (północny Meksyk i południowo-wschodnie USA). 

## Morfologia
Ogólnym pokrojem przypomina inne agawy. Typowa forma tworzy okrągłe rozety liściowe złożone z szerokich (do 15 cm), mięsistych, niebieskawozielonych i pokrytych woskiem liści o długości do 40 cm. Na brzegach tych liści z rzadka rozmieszczone są duże i silnie zagięte kolce. Niektóre liście nie mają kolców. Ze środka tej rozety liściowej wyrasta po wielu latach pęd o wysokości ok. 4,5 m z mocno rozgałęzionym kwiatostanem. Złożony jest z gęsto osadzonych, żółtych do ciemnoczerwonych kwiatów.

## Zastosowanie
Działanie i zastosowanie lecznicze ma podobne jak agawa amerykańska.

## Zmienność
Występuje w kilku podgatunkach i odmianach. W górach Huachuca w południowej Arizonie występuje odmiana Agave parryi Engelm. subsp. parryi var. huachucensis (Baker) Little ex L. D. Benson o większych liściach (długość do 60 cm i szerokość do 20 cm) i oryginalnym ich układzie; najszersze liście występują na wierzchołku.